# Henri Christian Michel Stengel
Pour les articles homonymes, voir Stengel.
Henri Christian Michel de Stengel, né le 11 mai 1744 à Neustadt an der Weinstraße en Rhénanie-Palatinat et mort le 28 avril 1796 à Carassone, dans le Piémont, est un général de division de la Révolution française.

## Biographie
Il entre en service en 1758 comme lieutenant dans les Gardes Palatines, et le 13 février 1760 il intègre le service de la France avec le grade de sous-lieutenant dans le régiment d’Alsace. Il devient sous-lieutenant de grenadier le 1er avril 1765, puis il passe lieutenant le 1er mai 1765 au régiment de Chamborant hussards. Capitaine commandant le 11 mai 1769, il devient capitaine-commandant la compagnie auxiliaire au régiment de Chamborant-Hussards le 10 janvier 1779, et capitaine-commandant au régiment Colonel-Général hussards le 9 septembre 1783. Il est fait chevalier de Saint-Louis le 9 novembre 1785.
Il est promu chef d’escadron le 20 mai 1788, major le 15 juin suivant au régiment de Chamborant Hussards, et lieutenant-colonel le 25 juillet 1791. Le 13 avril 1792, il est nommé colonel au 9e régiment de dragons, puis au 1er régiment de Hussards le 16 mai 1792. Il est promu maréchal de camp le 13 septembre 1792 à l'armée du Nord, et il se distingue lors de la bataille de Valmy à la tête de la 2e brigade de la division de droite. 
Surpris par la contre-offensive des Impériaux à la bataille d'Aldenhoven le 1er mars 1793, il doit évacuer Aix-la-Chapelle et la Rhénanie. Jugé par le tribunal révolutionnaire, il est acquitté mais suspendu de ses fonctions le 1er juin 1793, et est admis à la retraite le 3 janvier 1795.

Charge de la cavalerie piémontaise à Mondovi.

Le 1er mars 1795 il est réintégré dans son grade, et le 13 juin suivant il est nommé général de division, commandant la cavalerie de l'armée d'Italie. Il est blessé mortellement d’un coup de pistolet au bras gauche et plusieurs coups de sabre, lors d’une charge le 21 avril 1796, à la bataille de Mondovi. Il subit l’amputation et meurt le 28 avril 1796 à Carassone, des suites de ses blessures.
Son nom est inscrit sur l'arc de triomphe de l'Étoile, 28e colonne.

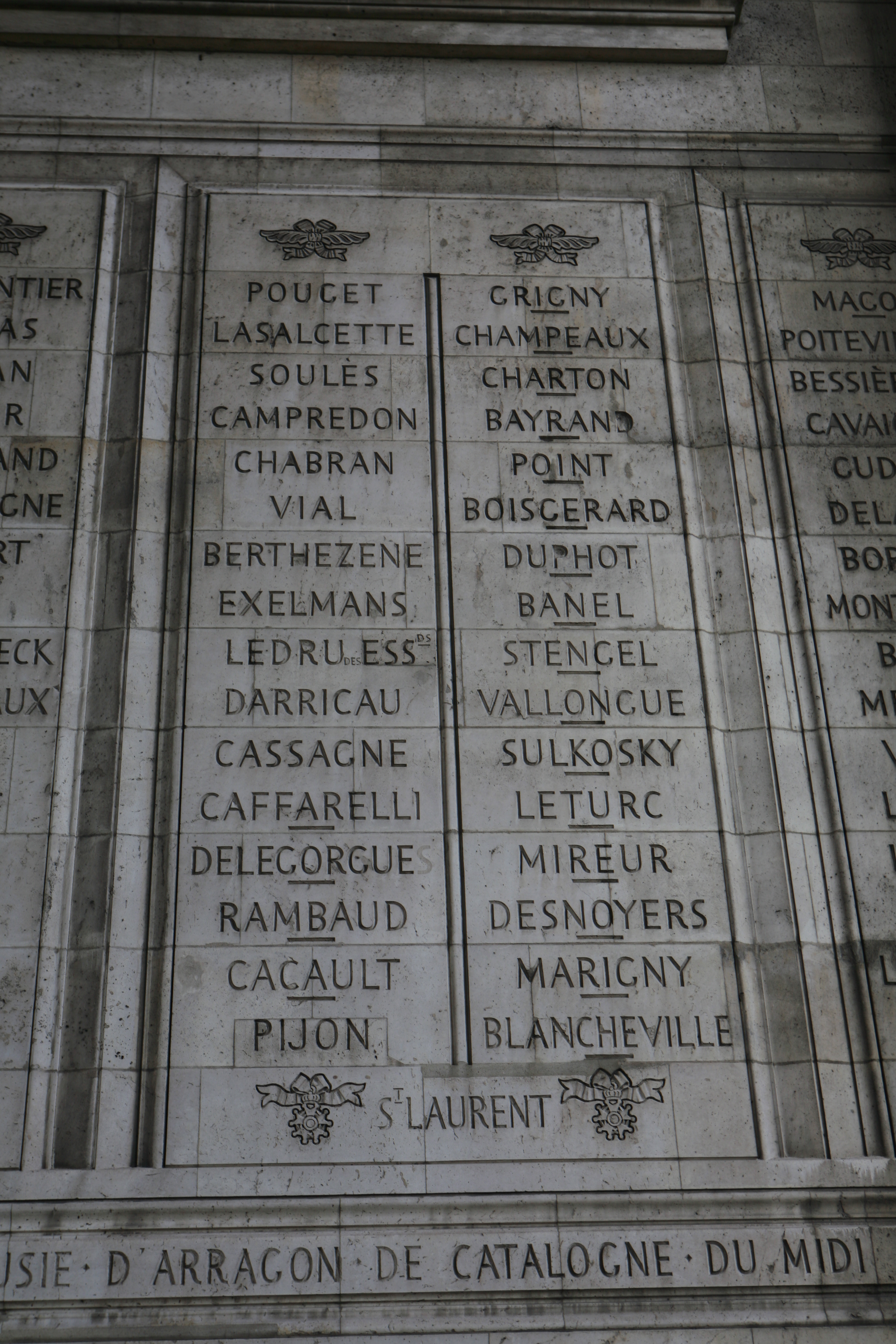
Noms gravés sous l'arc de triomphe de l'Étoile : pilier Sud, 27e et 28e colonnes.

## Citations
À propos de Napoléon : « Ce misérable Corse a voulu m'achever et maintenant il y est parvenu ».

## Littérature
- A cet instant, un bruit de pas lui fit tourner la tête [...] Jean entendit le plus petit dire à l'autre : "Et surtout, mon brave Stengel, pas de folie !..." Stengel ! L'enfant sursauta : il connaissait ce nom célèbre dans toute l'armée du Centre. Colonel du 1er hussard  et nommé Lieutenant général  depuis la veille, Stengel était le plus brave et le plus habile cavalier de son époque : on l'a appelé le Murat de la Révolution.

Capitaine Danrit, Jean Tapin, Histoire d'une Famille de Soldats, (Edit. Delagrave 1937)

## Sources
- (en) « Generals Who Served in the French Army during the Period 1789 - 1814: Eberle to Exelmans »
- Galeries historiques du Palais de Versailles, tome VI, 1840, 468 p. (lire en ligne), p. 25
- Eudoxe Soulié, Notice du Musée Impérial de Versailles, 1859, 612 p. (lire en ligne), p. 219
- (pl) « Napoléon.org.pl »
- Jacques Charavay, Les généraux morts pour la patrie, 1792-1871 : notice biographiques, Au siège de la société, 1893, 160 p. (lire en ligne), p. 32.
- Georges Six, Dictionnaire biographique des généraux & amiraux français de la Révolution et de l'Empire (1792-1814), Paris : Librairie G. Saffroy, 1934, 2 vol., p. 478